# Palaega kakatahi
Palaega kakatahi är en kräftdjursart som beskrevs av Feldmann och Rust 2006. Palaega kakatahi ingår i släktet Palaega och familjen Cirolanidae. Inga underarter finns listade i Catalogue of Life.